# Svartvårtig kejsarduva
Svartvårtig kejsarduva (Ducula myristicivora) är en fågel i familjen duvor inom ordningen duvfåglar.

## Utbredning och systematik
Svartvårtig kejsarduva förekommer i Indonesien på ön Widi utanför Halmahera samt i de västpapuanska öar utanför Nya Guinea. Numera behandlas den vanligen som monotypisk. Tidigare inkluderades geelvinkkejsarduvan (Ducula geelvinkiana) i arten.

## Status
IUCN kategoriserar arten som livskraftig.